# Junkanoo
Junkanoo (Jonkonnu, Jankunu) – parada uliczna, festiwal muzyki i tańca, odbywający się w wielu miastach na Bahamach w Boxing Day (26 grudnia) oraz w Nowy Rok (1 stycznia). Największe obchody Junkanoo mają miejsce w Nassau na wyspie New Providence. Zasięg parad obejmuje również Miami (w czerwcu) i Key West (w październiku), ponieważ tamtejsza lokalna, czarnoskóra społeczność ma swoje korzenie na Bahamach. Oprócz tego, że taniec odgrywa istotną rolę podczas Junkanoo dla społeczności Garifuna, to jest on również wykonywany na Bahamach w dzień niepodległości i przy okazji innych świąt historycznych.
Choreografia tego tańca opiera się na rytmie bębnów z koziej skóry i krowich dzwonków.
Tradycja w 2023 roku została wpisana na listę reprezentatywną niematerialnego dziedzictwa ludzkości.

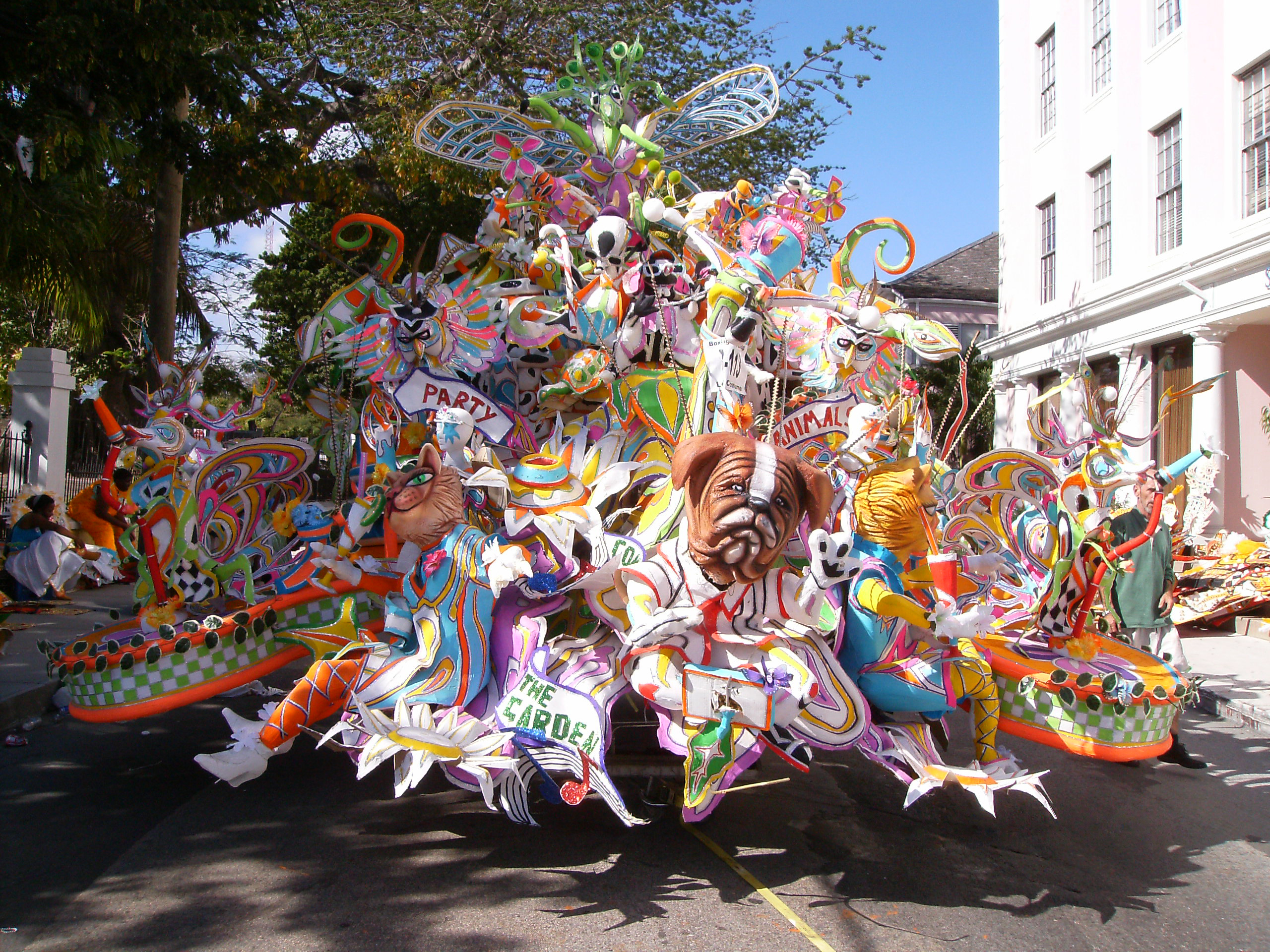
Kostium uczestnika parady

## Historia
Pochodzenie słowa Junkanoo jest niejasne. Douglas Chambers, profesor studiów afrykanistycznych Uniwersytetu Południowego Mississippi, sugeruje możliwe pochodzenie od bóstwa Njoku Ji, popularnego w grupie Ibo (obecnej współcześnie na terenach południowej Nigerii). Chambers sugeruje również związek Junkanoo z okonko – techniką tworzenia masek ludu Ibo; ich wyposażone w rogi i inne ozdoby maski, przypominają stylem maski Jonkonnu. W wielu obszarach Jonkonnu był ważnym wydarzeniem, tak było na Bahamach, Jamajce i w Wirginii. Wszędzie tam był stosunkowo wysoki odsetek ludzi Ibo wśród zniewolonych mieszkańców Afryki. Doszukuje się także podobieństw z egungun, tradycyjnym obrzędem ludu Joruba.
Uważa się, że ten festiwal zaczął być obchodzony około XVI-XVII wieku. Niewolnicy na Bahamach otrzymywali specjalny urlop w okresie Bożego Narodzenia, kiedy mogli opuścić plantacje by spędzić ten czas z rodzinami. Świętowali tę okazję w kostiumach, tańcząc w rytm tradycyjnej muzyki. Po zniesieniu niewolnictwa (XVIII/XIX wiek), tradycja była kontynuowana, a Junkanoo ewoluowało do bardziej formalnej parady.

## Parada w kulturze
Parada Junkanoo wspomniana była kilkakrotnie w mediach, m.in.:
- w filmie Po zachodzie słońca[8]
- w filmie Szczęki 4: Zemsta[9]
- w filmie z serii o Jamesie Bondzie – Operacja Piorun[10], którego akcja rozgrywa się w Nassau. Parada została przygotowana specjalnie dla filmu, ponieważ był kręcony w niewłaściwej porze roku. Mieszkańcy zaangażowali się jednak tłumnie, tworząc entuzjastycznie wymyślne kostiumy.

## Galeria kostiumów

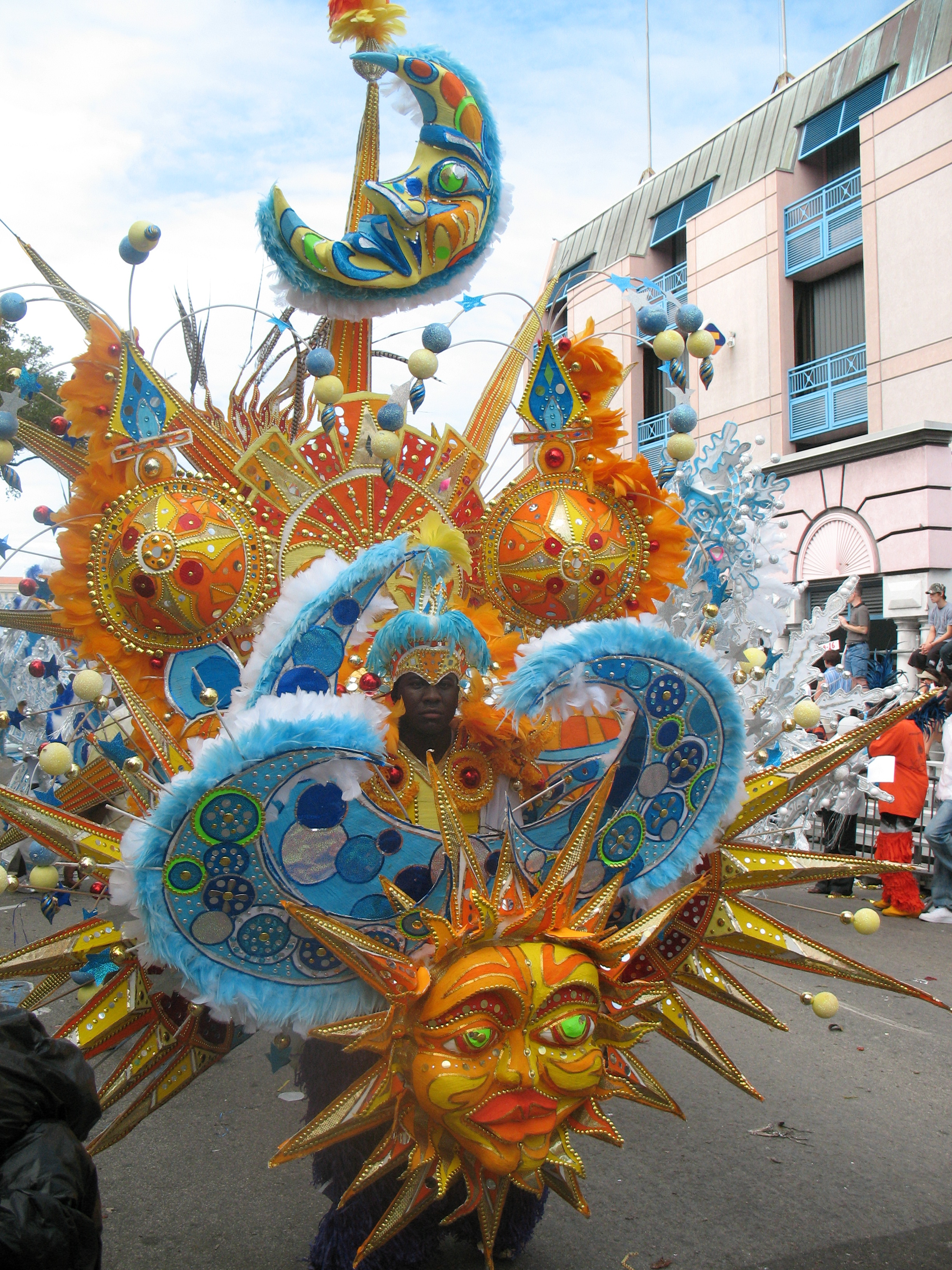
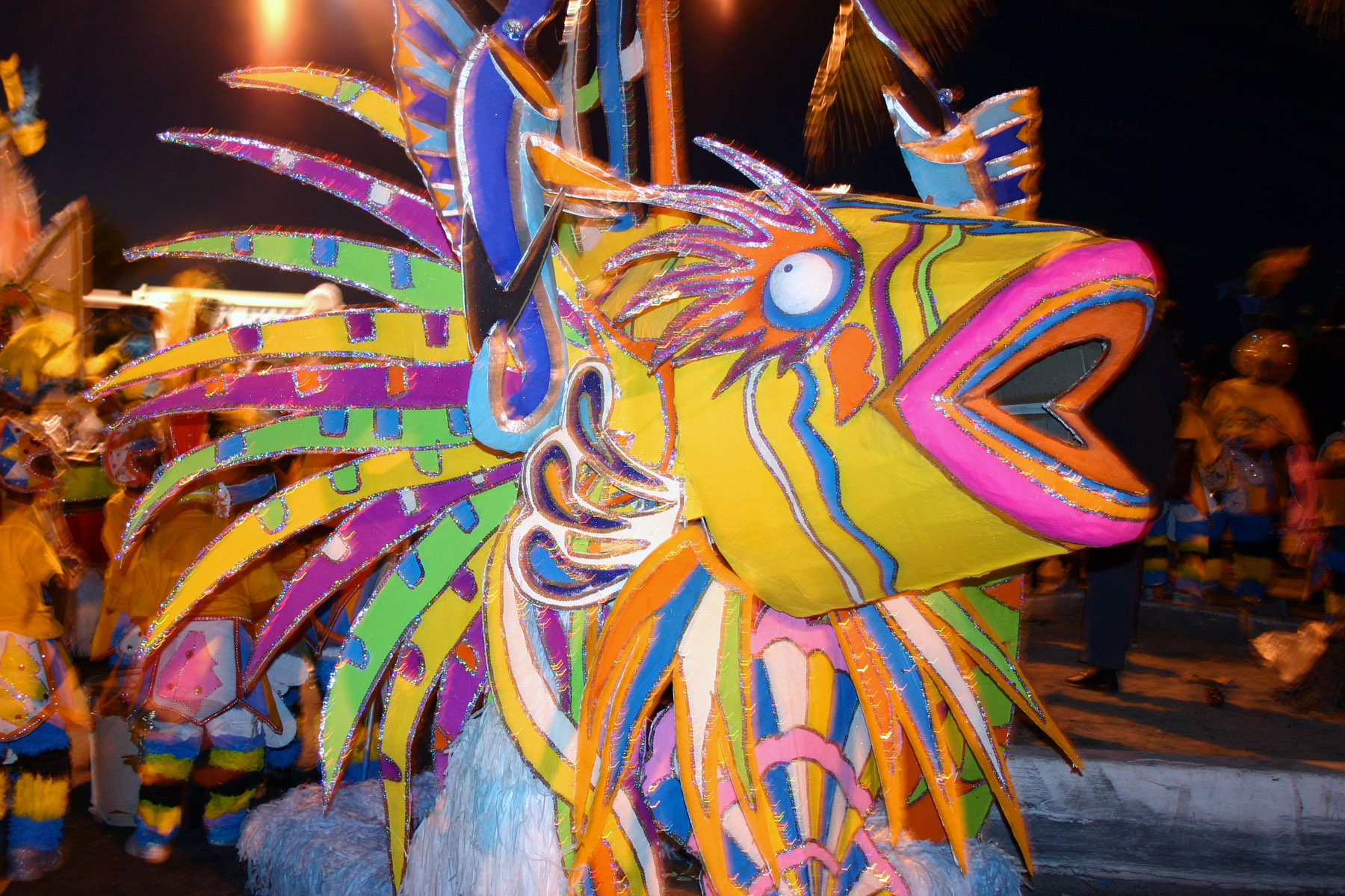
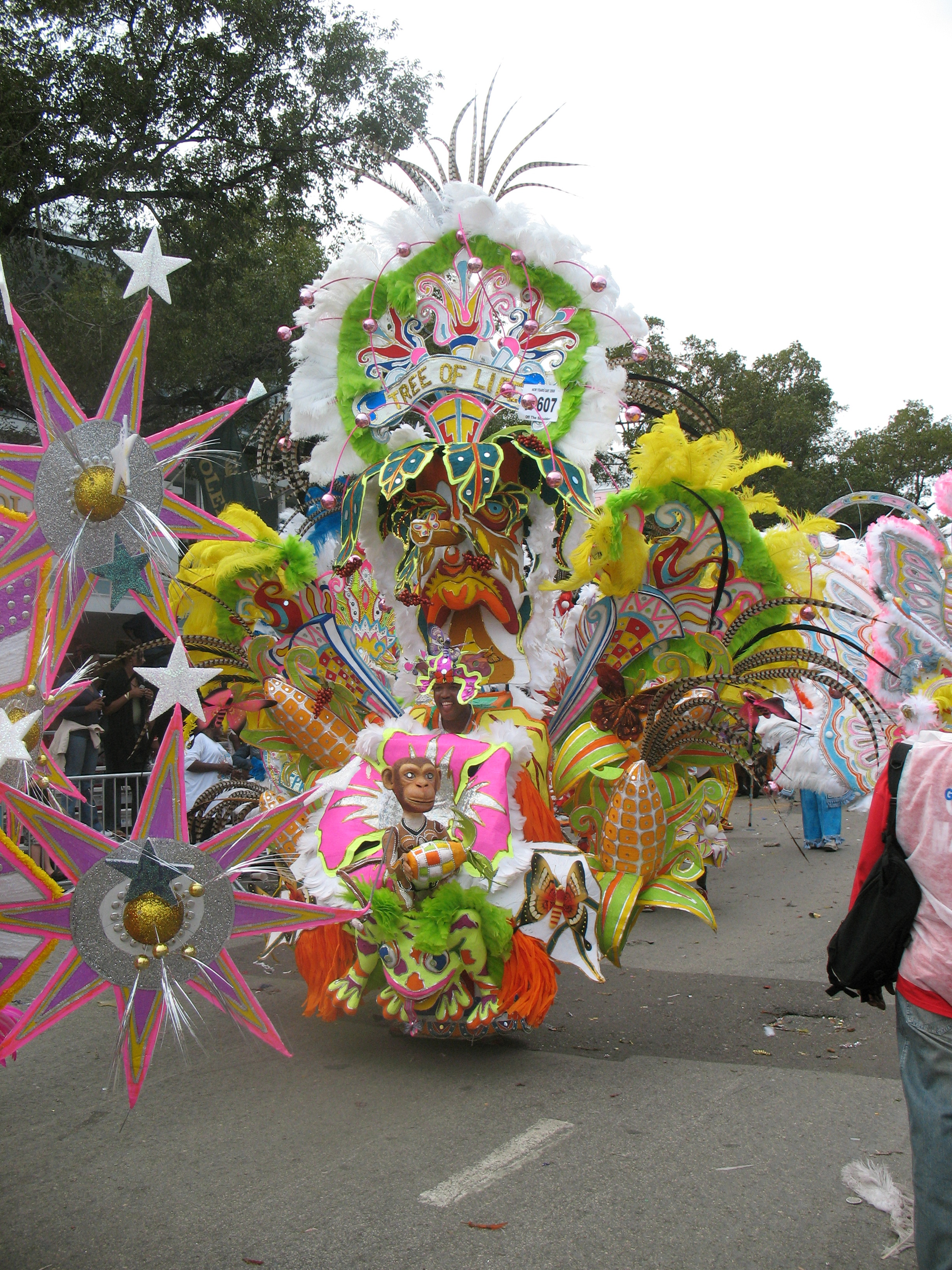
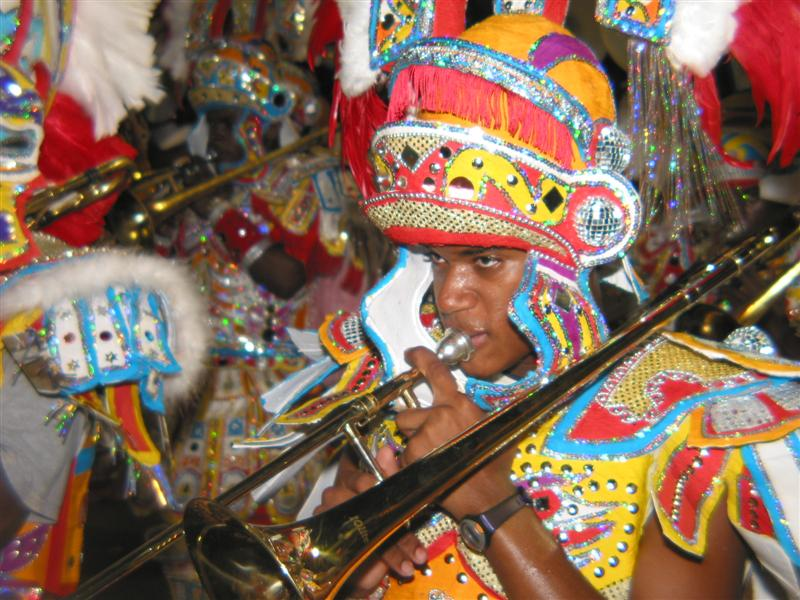
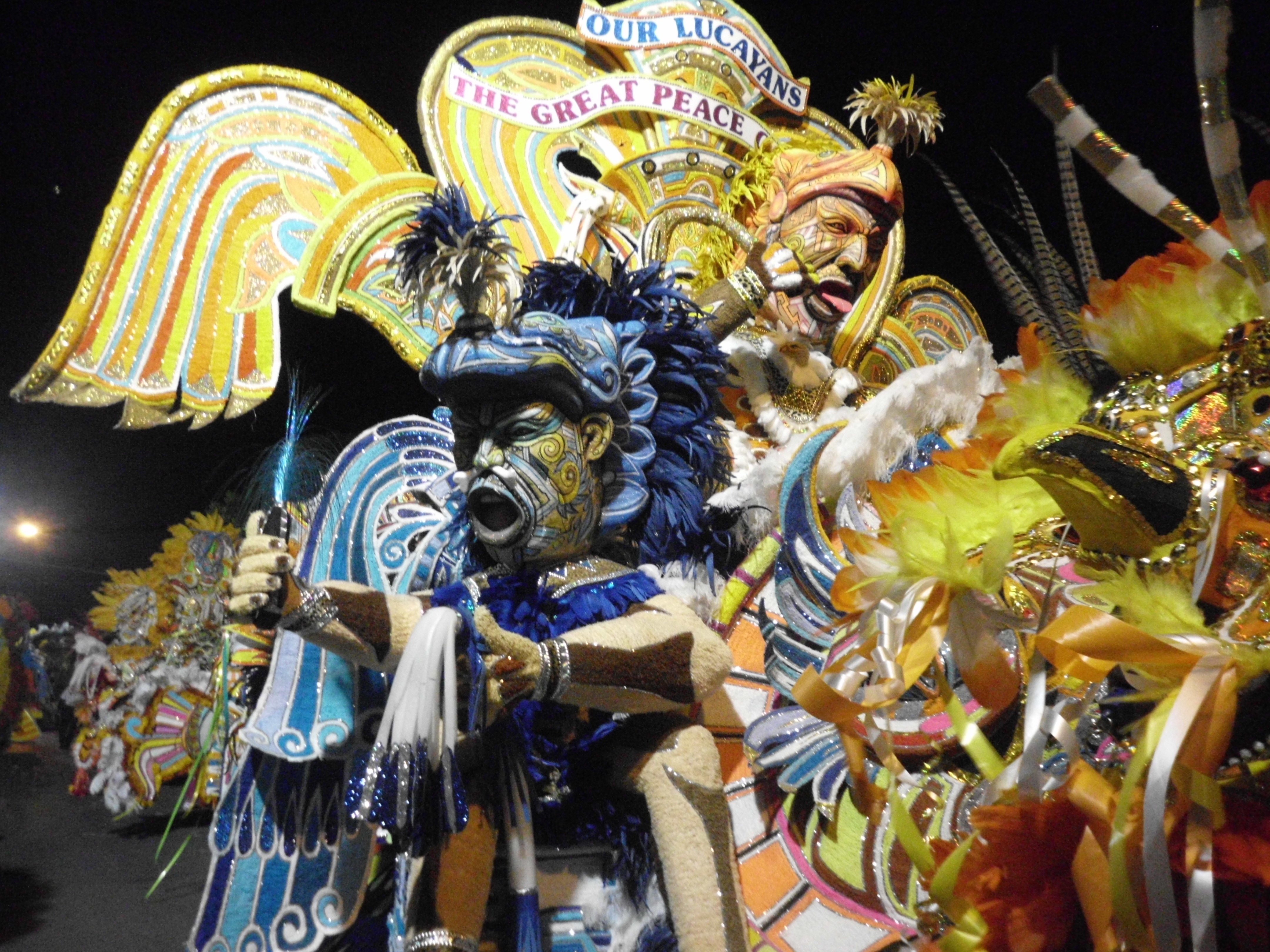
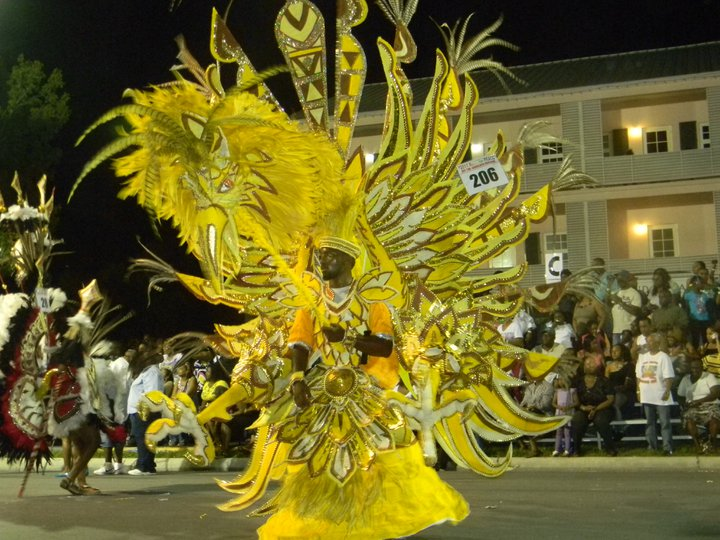
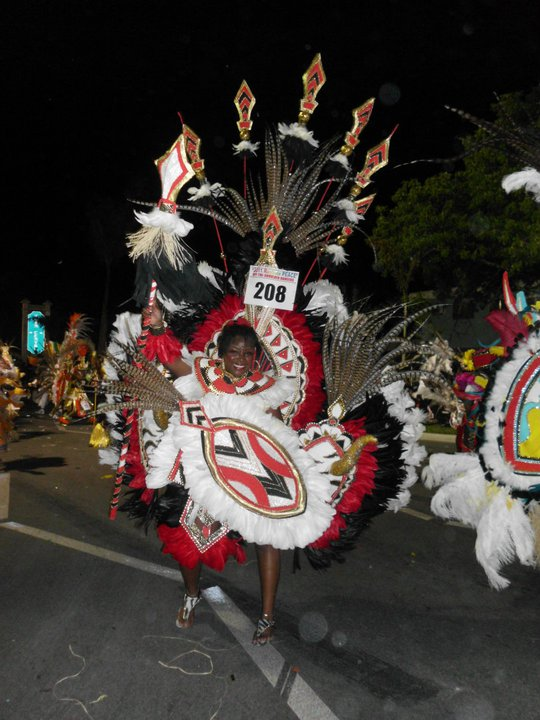